# NGC 6318
NGC 6318 ist ein offener Sternhaufen (Typdefinition „III2p“) im Sternbild Skorpion. Er wurde am 13. Mai 1826 von James Dunlop mit einem 9-Zoll-Spiegelteleskop entdeckt, der ihn dabei mit „an exceddingly faint nebula, about 1.5′ long and 1′ broad, elliptical in the direction of the meridian, with two or three very small stars in it“ beschrieb.
John Herschel notierte bei seiner Beobachtung mit einem 18-Zoll-Spiegelteleskop „cluster VII class. Rich, pL, R, gbM, stars 12..14th mag, not a globular“.